# Zell (Mainhausen)
Zell ist eine Wüstung in der Gemarkung von Mainhausen im südhessischen Landkreis Offenbach.

## Lage
Sie liegt auf einer Höhe von 121 m über NN, 3 km südlich von Seligenstadt, nordwestlich von Zellhausen in der Flur Zellwegsgewann.

## Geschichte
Die Ursprünge des kleinen Ortes liegen in einer Heinrichsburg, einer ottonenzeitliche Niederungsburg am heute sogenannten Zellhügel bzw. Zellkirche, deren Spuren zu Beginn des 21. Jahrhunderts archäologisch ergraben wurden und eine Fläche von etwa 1,2 ha einnahm.
Die älteste erhaltene Erwähnung des Dorfes Zell stammt von 1344. Die Urkunde bezeugt, dass Ulrich II. von Hanau seine neugegründete Kapelle und deren Priester dem Archidiakonat St. Peter und Alexander in Aschaffenburg präsentiert. Das Archidiakonat war kirchliche Mittelbehörde im Gebiet nördlich des Odenwaldes. Es ordnete diese Kapelle seinem Landkapitel Rodgau zu. Die Kapelle war dem Heiligen Georg und Johannes dem Täufer geweiht. Sie war eine Filialkirche erst von Seligenstadt, später der St. Nikolaus-Kirche in Babenhausen. Das Kirchenpatronat verblieb bei den Herren und Grafen von Hanau. Zu der Kapelle bestand eine Wallfahrt am Markustag (25. April).
Daraus, dass Ulrich II. von Hanau seine neugegründete Kapelle dem Archidiakonat in Aschaffenburg präsentiert, lässt sich schließen, dass der Ort zu seinem Herrschaftsbereich gehörte, wo er zum Amt Babenhausen zählte. Damit gehörte er wohl ursprünglich zum Besitz der Familie Hagen-Münzenberg. Adelheid von Münzenberg, Tochter Ulrichs I. von Münzenberg, heiratete noch vor 1245 (das genaue Jahr ist nicht überliefert) Reinhard I. von Hanau. Als Heiratsgut brachte sie unter anderem das Amt Babenhausen mit, das seitdem zu Hanau gehörte, und mit ihm auch Zell. Das Dorf zählte zum Gerichtsbezirk der Zehnt Seligenstadt. Bei der Teilung der Grafschaft Hanau 1458 fiel der Ort zusammen mit dem Amt Babenhausen an die Grafschaft Hanau-Lichtenberg. Mit der Reformation in der Grafschaft Hanau-Lichtenberg wurde der Ort lutherisch.
Wann das Dorf aufhörte zu existieren, ist nicht bekannt. Spätestens mit dem Abriss der Kirche, der entweder 1816 oder 1820 erfolgte, fiel er wüst.
Das komplette Gelände ist ein ausgewiesenes Bodendenkmal und Teil des Kulturweges Kurmainzer Herz des Archäologischen Spessartprojektes.

## Historische Namensformen
- Cella (1344)
- Tzelle (1353)
- Celle (um 1400)
- Zelle (1474)
- Tzelle (1480)
- Zelle (1498)
- Celle (2. Hälfte 15. Jahrhundert)